# Northern Football Federation
Die Northern Football Federation (kurz NFF; auch als United Soccer / Fed 1 bekannt) war ein Regionalverband innerhalb von New Zealand Football und vertrat die Klubs im Westen der Region Auckland, North Shore und Northland. Er ging im Jahr 2020 nach einer Fusion mit der Auckland Football Federation in den neuen Verband Northern Region Football auf.

## Frauenfußballmannschaft
Von 2002 bis 2020 hatte der Verband eine Mannschaft im Spielbetrieb der National Women’s League. Diese hatte in der Zeit verschiedene Namen, bis man ihr in der Saison 2016 den Namen Northern Lights gab. Insgesamt gewann die Mannschaft in dieser Zeit drei Mal die nationale Meisterschaft.